# Marie-Joseph-Paul-Laurent Jacomet
Marie-Joseph-Paul-Laurent Jacomet, francoski general, * 1881, † 1962.